# Adolphine von Klitzing
Adolphine von Klitzing (née le 27 septembre 1772 à Schorbus près de Cottbus et morte le 26 mars 1844 à Berlin ; nom complet Adolphine Susanne Luise Karoline Johanna von Klitzing) est l'amie d'enfance d'Heinrich von Kleist .

## Origine
Issue de la famille noble von Klitzing et en tant que fille du général de division prussien Karl Kuno Ludwig von Klitzing (de) (1728–1785), Adolphine grandit dans le domaine familial de Schorbus près de Cottbus et se lie d'amitié avec Heinrich von Kleist dans sa jeunesse.

## Biographie
En 1791, elle se marie avec le conseiller de la guerre prussien et des impôts Christoph Wilhelm von Werdeck (né le 9 janvier 1759 et mort le 21 juin 1817) qui ne satisfait pas ses exigences intellectuelles et dont elle divorce finalement en 1813. Elle a une fille Mathilde von Werdeck (née le 1er juin 1812 et morte le 30 septembre 1888), qui se marie plus tard avec le diplomate prussien Heinrich Friedrich Philipp von Bockelberg (de) (né le 11 mars 1802 et mort le 28 décembre 1857).
Pendant le mandat de son mari à Potsdam, elle devient une proche confidente de la reine Louise de Prusse ; Pendant ce temps et lors de plusieurs voyages à l'étranger, d'autres contacts intensifs sont établis avec Heinrich von Kleist et son entourage et il y a un échange de lettres animé. Heinrich von Kleist a écrit la dédicace suivante dans une copie du Phaedon de Moses Mendelssohn à son amie Adolphine von Werdeck :
"Là où les brumes des ténèbres sont grises, la sympathie et la compassion s'enfuient. Le chagrin est seul, évité par tous les fortunés comme un favori déchu. Seule l'amitié lui sourit. Car l'amitié est vraie, audacieuse et sans ambiguïté. H.K."
En 1815, Adolphine, aujourd'hui divorcée, se marie avec Karl Friedrich von dem Knesebeck (1768-1848), alors colonel prussien, vit à Berlin et développe une production littéraire active. La plupart des lettres, journaux et récits de voyage sont perdus. La poète et romancière berlinoise Helene von Hülsen (1829-1892), épouse de l'officier et directeur de théâtre prussien Botho von Hülsen (1815-1886) a publié des lettres d'Adolphine von dem Knesebeck dans l'hebdomadaire Der Bär von Berlin dans les années 1889/90 dans une série publiée aux membres de la famille des années 1825 à 1840, qui brossent un tableau intéressant de la cour de Berlin, de la société diplomatique et militaire et illustrent également le style vif de l'ami d'enfance de Heinrich von Kleist. L'écrivain Huelsen décrit sa grand-tante avec des mots admiratifs :
« Adolfine von dem Knesebeck, née von Klitzing, était un phénomène tout à fait particulier, unique en son genre. . . Une acuité d'esprit inhabituelle, une bonté de cœur, des conditions de vie et des destins particuliers avaient façonné ce personnage si original et si aiguisé qu'il restait un problème insoluble pour la majorité de ceux qui étaient loin, et n'était souvent pas compris même dans leurs cercles familiaux les plus proches. Plus redoutée qu'aimée et admirée dans les milieux de la cour en raison de son esprit souvent mordant, Adolfine von dem Knesebeck n'a montré qu'à quelques-uns dans toute sa richesse son cœur chaleureux, si capable de se sacrifier pour tous ceux qu'elle aimait. . . "
Dans la préface du recueil de lettres, Helene von Huelsen a décrit avec beaucoup d'éloquence la rencontre de sa grand-tante avec le premier consul Bonaparte à Paris - un événement d'importance historique mondiale pour la famille.
Elle est enterrée dans l'ancien cimetière de garnison de Berlin-Mitte auprès de son mari.